# Kargınmeşe, Kaman
Karkınmeşe là một xã thuộc huyện Kaman, tỉnh Kırşehir, Thổ Nhĩ Kỳ. Dân số thời điểm năm 2010 là 227 người.